# Mandamento di Città Sant'Angelo
Il mandamento di Città Sant'Angelo fu uno degli storici mandamenti italiani, soppressi nel 1923.

## Istituzione e limiti naturali
Fu costituito insieme alla provincia di Teramo, di cui era parte, dopo l'annessione del Regno delle Due Sicilie nel 1861 al Regno d'Italia. Faceva parte del circondario di Penne e comprendeva i seguenti comuni: Città Sant'Angelo (capoluogo di mandamento), Castellammare Adriatico, Montesilvano (dal 1922 al 1928 la frazione Montesilvano Marina diventerà comune autonomo), Cappelle sul Tavo (fino al 1904 frazione di Montesilvano) ed Elice.
Il mandamento confinava a nord con il mandamento di Atri, ad occidente con il mandamento di Penne, a sud con i mandamenti di Loreto e Pianella e la città di Pescara (allora nel mandamento di Francavilla al Mare) e ad est con il mare Adriatico.

## Soppressione
Nel 1923 venne soppresso, e nel 1927 tutti i comuni appartenenti all'ex mandamento di Città Sant'Angelo confluirono nell'istituenda provincia di Pescara.